# Брансфилд (пролив)
Брансфилд (англ. Bransfield Strait, в Аргентине называется исп. Mar de la Flota) — пролив между Южными Шетландскими островами и Антарктическим полуостровом. Ширина пролива — около 100 км, длина — около 300 км. Пролив направлен, в целом, в северо-западном направлении. Он был назван в 1825 году Джеймсом Уэдделлом, капитаном Королевского флота, в честь Эдварда Брансфилда, также капитана Королевского флота, исследовавшего Южные Шетландские острова в 1820 году.
Подводный жёлоб, идущий под проливом, известен как жёлоб Брансфилда (61° 30' ю. ш. 54° 0' з. д.). Жёлоб 400 км в длину и до 2 км глубиной проходит между грядой Южных Шетландских островов и Антарктическим полуостровом. Он является результатом рифтогенеза, который начался около 4 миллионов лет назад. Современные рифтогенез — причина недавних землетрясений и вулканизма вдоль пролива Брансфилд. По дну пролива проходит цепь подводных гор вулканического происхождения; в их числе, в частности, ныне неактивная подводная гора Орка.
23 ноября 2007 года в проливе Брансфилд круизное пассажирское судно «Эксплорер» столкнулось с айсбергом и затонуло. Все 154 пассажира и экипаж были спасены.